# 위인더존
위인더존(WE IN THE ZONE)은 춘 엔터테인먼트 소속으로 2019년 5월 27일에 데뷔한 대한민국의 5인조 보이 그룹이다.
```
 해체일 : 2021년 2월 16일
```